# Midollo osseo (alimento)

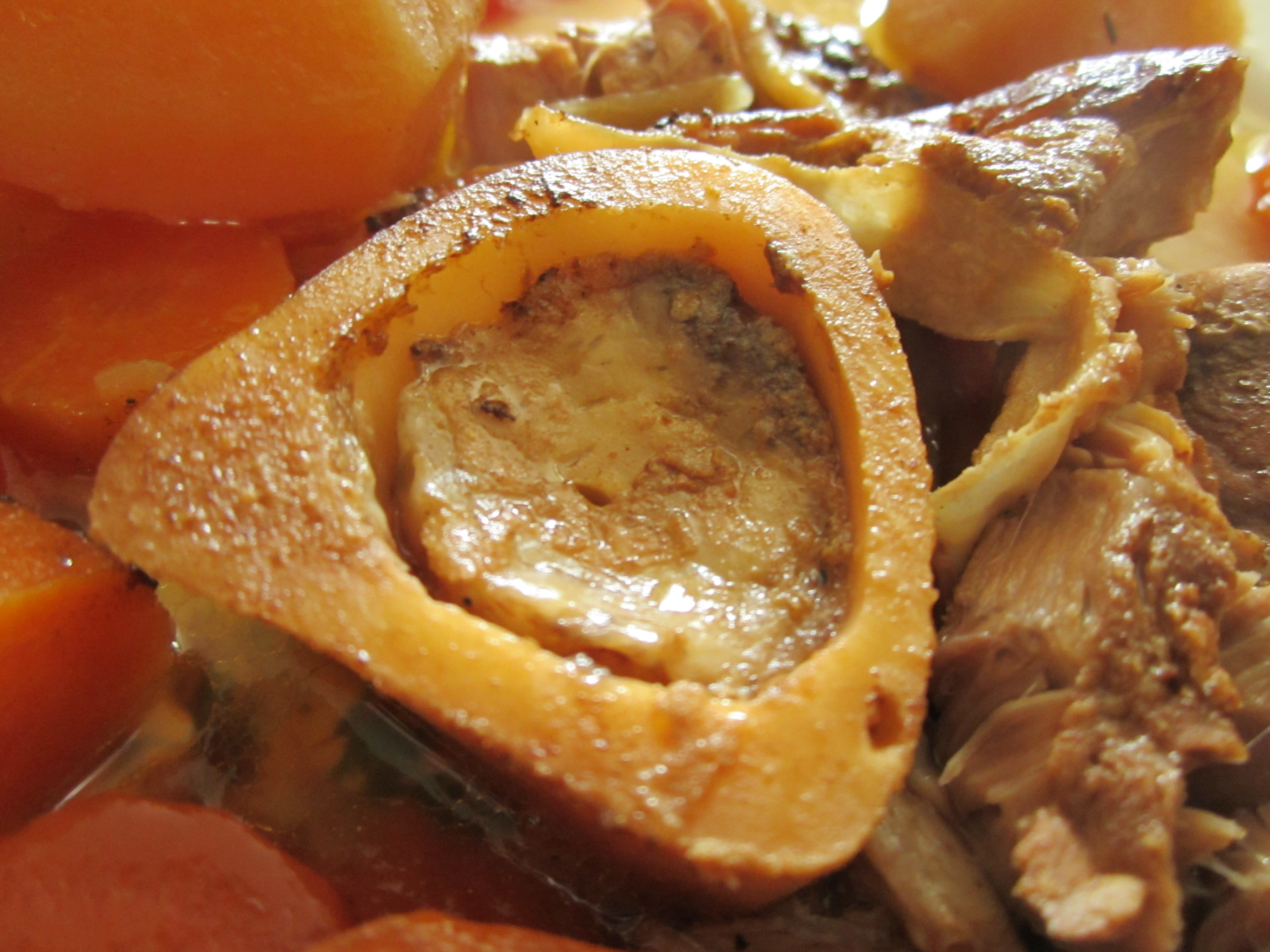
L'ossobuco è un esempio di piatto a base di midollo osseo.

Il midollo osseo degli animali è stato spesso utilizzato dagli esseri umani come alimento. Sebbene il midollo alimentare più comune sia quello giallo, ricavato dalle ossa lunghe, viene anche cucinato il midollo rosso, che contiene una maggiore quantità di sostanze nutritive.
Molte culture hanno utilizzato il midollo osseo come alimento nel corso della storia. Alcuni antropologi ritengono che i primi uomini ricavassero nutrimento raccogliendo le risorse dagli animali morti piuttosto che attraverso la caccia in diverse regioni del mondo. Il midollo sarebbe stata una fonte di cibo utile (in gran parte a causa del suo contenuto di grassi e proteine) per gli ominidi che, utilizzando alcuni rudimentali strumenti, erano in grado di aprire le ossa delle carcasse lasciate dai predatori.
Durante il XVIII secolo, i commensali europei usavano spesso un cucchiaio in argento accoppiato a una scodella per estrarre il midollo dalle ossa che venivano loro servite. Il midollo osseo viene anche usato in vari preparati, come il pemmican o l'ossobuco. Con il nome di filone compare tra i numerosi componenti del fritto misto alla piemontese. Sebbene la popolarità del midollo come alimento sia oggi relativamente limitata nel mondo occidentale, esso viene cucinato in alcuni ristoranti gastronomici ed è popolare tra gli appassionati di cucina.

## Il midollo nell'alimentazione umana

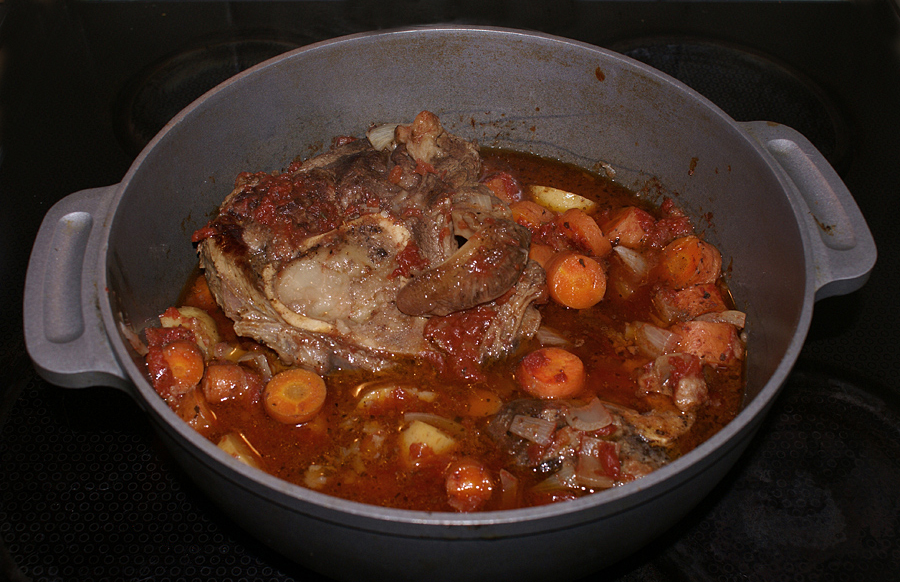
Ossobuco in umido

Fin dal Paleolitico il midollo osseo ha costituito un'importante fonte di proteine e di calorie per la sua composizione. Si è ritenuto che diversi ominidi e il sapiens stesso, della linea evolutiva umana, abbiano sfruttato questo alimento, sia da predazione, sia da pratiche necrofaghe, per la sua difficile accessibilità da parte della maggior parte dei carnivori (iene e simili).
Nella cucina tradizionale questo alimento è piuttosto apprezzato, tipicamente consumato negli ossibuchi, ossa nel bollito misto di carne tipico, in primis nella cucina piemontese, come ingrediente di ripieni insieme al cervello come nella cima alla genovese, ed in altri tagli e preparazioni ancora. Viene utilizzato anche nella ricetta originale del risotto alla milanese.
In Vietnam, l'osso di bue viene utilizzato come base di zuppa per il piatto nazionale, pho, mentre nelle Filippine, il bulalo è una zuppa composta principalmente da brodo di carne e ossa con midollo, condito con verdure e carne bollita, una zuppa simile nel Filippine si chiama Kansi. In Indonesia, il midollo osseo si chiama Sumsum e si possono trovare soprattutto nella cucina Minangkabau. Il Sumsum è spesso cucinato come zuppa o come gulai (a base di curry). In India e Pakistan, cotto a fuoco lento, il midollo è l'ingrediente base del piatto Nihari Nalli.
In Ungheria, la tibia è un ingrediente principale del brodo di manzo, l'osso è tagliata corto (pezzi di 10-15) e le estremità sono ricoperte di sale per evitare la fuoriuscita del midollo dalle ossa durante la cottura. Servito nel bollito il midollo è di solito spalmato sul pane tostato. Il midollo è anche ingrediente dello stinco di vitello brasato, midollo di bue e le ossa sono spesso inclusi nel brodo francese pot-au-feu, il midollo viene cucinato e tradizionalmente consumato sul pane abbrustolito cosparso con sale grosso.
In cucina iraniana, gli stinchi di solito sono rotti prima della cottura per permettere ai commensali di succhiare e mangiare il midollo quando il piatto è servito. Pratiche simili sono comuni anche nella cucina pakistana. Alcuni nativi dell'Alaska mangiano il midollo osseo di caribù e alci.
Nell'apparecchiatura delle tavole europee del XIX e XX secolo spesso veniva usata una specie di sottile spatolina (cucchiaio del midollo), spesso d'argento e con un'estremità lunga e sottile, per la rimozione del midollo servito.
Benché in passato sia stato usato in varie preparazioni, incluso il pemmican, negli Stati Uniti d'America il midollo osseo di origine animale per consumo umano pare non riscontri il gusto comune. Ora è comunemente usato come insaporitore di creme e salse, anche se in alcuni ristoranti europei si trovano ancora piatti con midollo osseo intatto.
Il midollo osseo è una fonte di proteine ed è molto ricco di grassi monoinsaturi. Si sa che questi grassi abbassano i livelli di colesterolo LDL con conseguente riduzione del rischio di malattie cardiovascolari, il che induce alcuni a fare del midollo osseo un ingrediente di base della dieta. L'effettivo risultato per la salute dell'introduzione di midollo osseo nella dieta rimane però ancora poco chiaro.